# Jewgienij Kaszencew
Jewgienij Nikołajewicz Kaszencew (ros. Евгений Николаевич Кашенцев; ur. 3 grudnia 1971 w Barnaule) – białoruski piłkarz występujący na pozycji pomocnika.

## Kariera klubowa
Kaszencew karierę rozpoczynał w 1988 roku w Dinamie Barnauł, grającym w trzeciej lidze ZSRR. W 1989 roku przeszedł do pierwszoligowego klubu Dynama Mińsk. W 1992 roku rozpoczął z nim występy w pierwszej lidze białoruskiej. Wraz z zespołem czterokrotnie zdobył mistrzostwo Białorusi (1992, 1993, 1994, 1995), a także dwukrotnie Puchar Białorusi (1992, 1994).
W 1995 roku Kaszencew został zawodnikiem izraelskiego Maccabi Tel Awiw. W 1996 roku wywalczył z nim mistrzostwo Izraela oraz Puchar Izraela. Na początku 1997 roku odszedł do Hapoelu At-Tajjiba, a w połowie tego samego roku został graczem Hapoelu Ironi Riszon le-Cijjon i spędził tam sezon 1997/1998. W 1999 roku wrócił do swojego pierwszego klubu, Dinama Barnauł, występującego w trzeciej lidze rosyjskiej. W 2000 roku zakończył tam karierę.

## Kariera reprezentacyjna
W reprezentacji Białorusi Kaszencew zadebiutował 20 lipca 1992 w zremisowanym 1:1 towarzyskim meczu z Litwą. W latach 1992–1996 w drużynie narodowej rozegrał 11 spotkań.